# Андреа Беллі
Андреа Беллі (13 жовтня 1703 — 19 жовтня 1772) — мальтійський архітектор і бізнесмен. Він спроєктував кілька будівель у стилі бароко, у тому числі Оберж-де-Кастій у Валлетті, який зараз є офісом прем'єр-міністра Мальти.

## Життя і кар'єра
Беллі народився у Валлетті 13 жовтня 1703 року в родині хірурга Джузеппе Беллі та його дружини Франчески Романо. У дитинстві він провів деякий час у Венеції, а пізніше подорожував до Австрії та Німеччини.

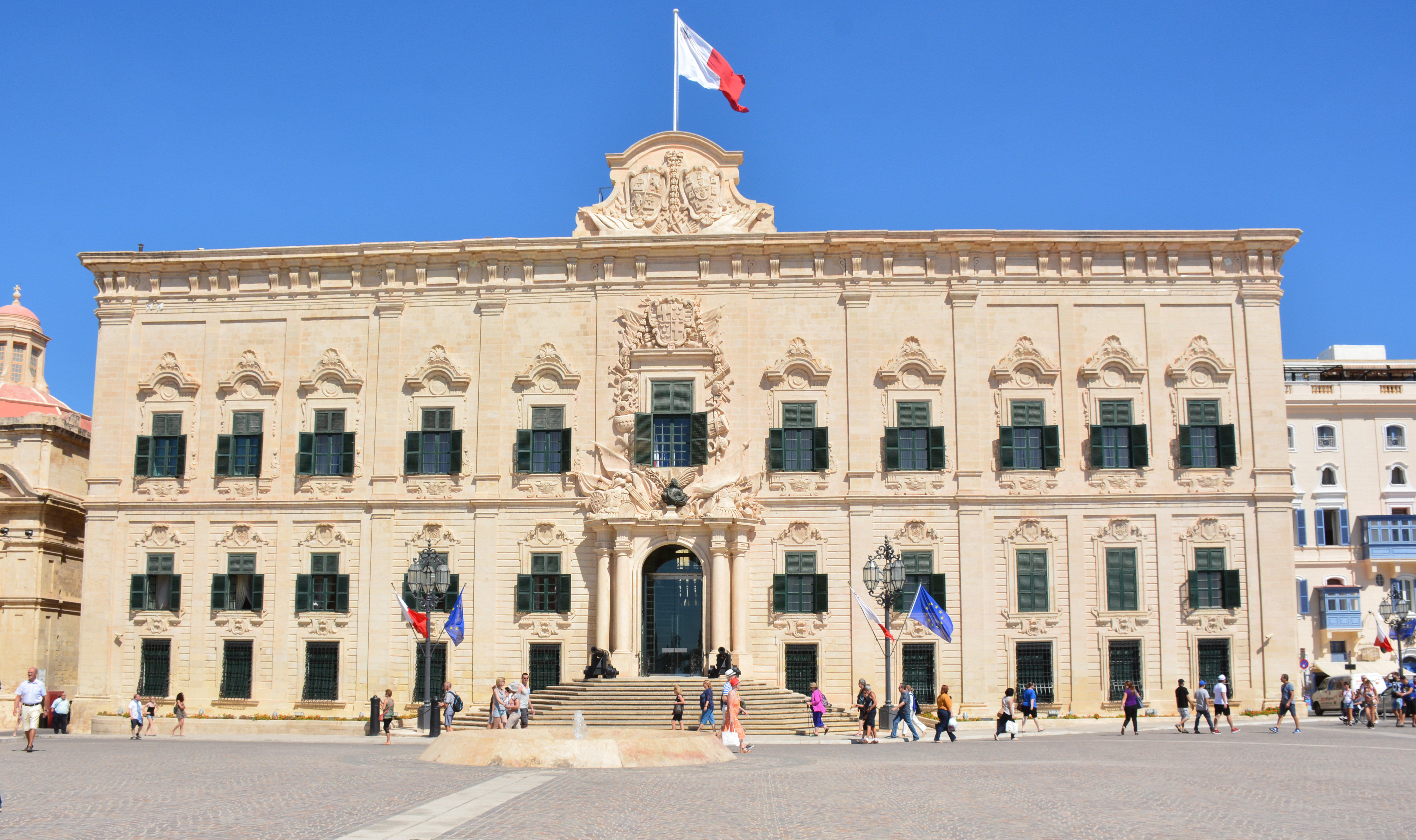
Оберж-де-кастій, шедевр Беллі

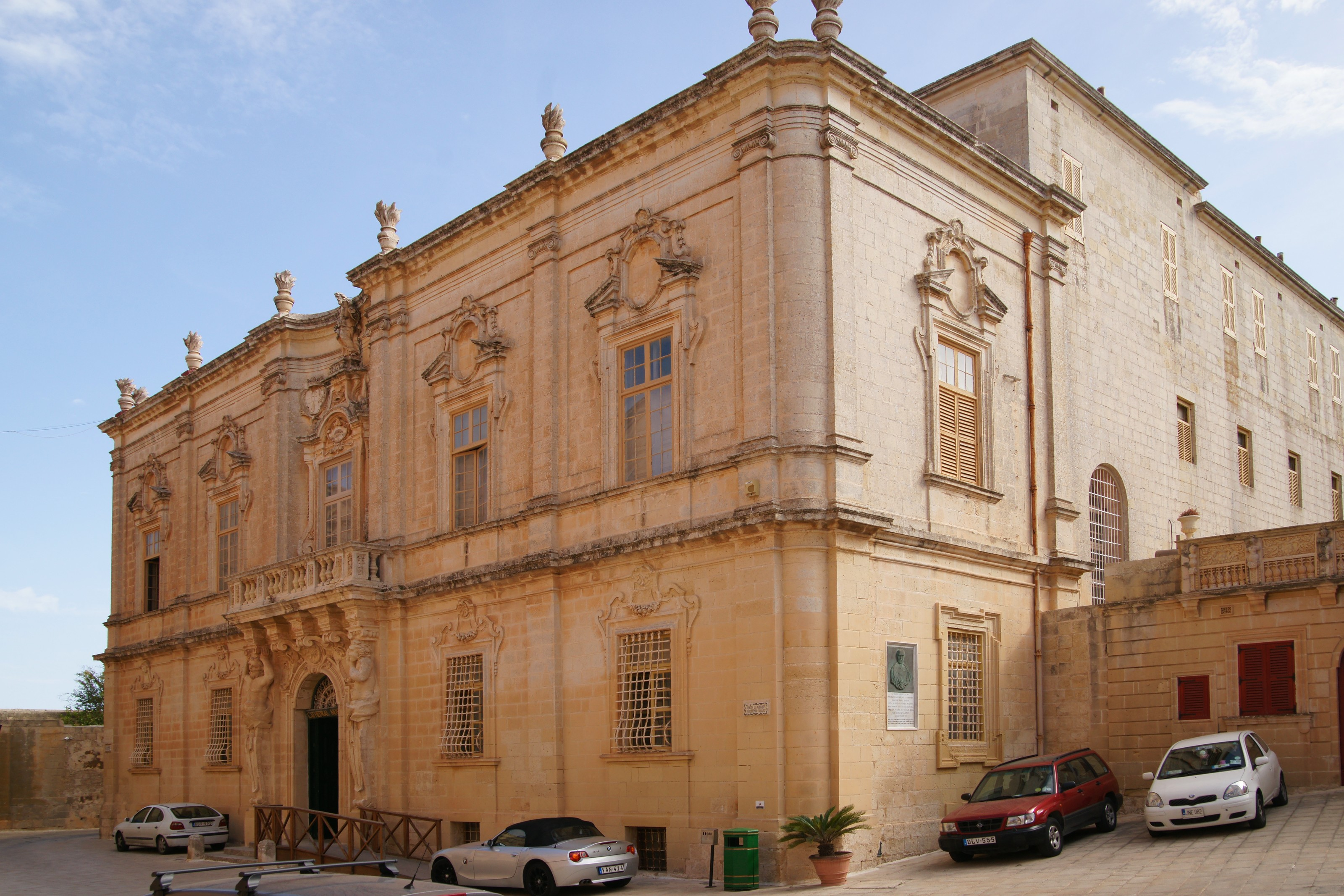
Семінарія Мдіни (нині Кафедральний музей), яку приписують Беллі

Беллі став успішним бізнесменом, домігшись від великого магістра Пінту монополії на експорт мальтійського вапняку та інших продуктів до Африки, Азії та Європи.
Беллі спроєктував кілька будівель у стилі бароко. Можливий саме його портрет у Каса Манреса (сьогодні курія єпископа) датується за його життя.
Під впливом свого брата Габріеле, слухача майстра масона Пінту, Андреа отримував регулярні замовлення від Мальтійського ордена на проєктування головних будівель архітектури мальтійського бароко XVIII століття.
Видатні будівлі, побудовані або приписують йому:
- Семінарія (тепер Кафедральний музей), Мдіна (1733–42, приписується)
- Августинський приорат, Рабат (1740)
- Оберж-де-Кастій, Валлетта (1741–45)
- Єпископська курія, Флоріана (1743)
- Центральна частина єпископського палацу, Валлетта
- Церква Богоматері Божого Провидіння, Сіггієві (1750)
- Будинок адміралстейства (колишній Національний музей образотворчого мистецтва), Валлетта (1761–63)
- Церква святого Філіпа Нері, Біргу (приписується)
- Палаццо Бонічі, Валлетта[7]
- Каплиця на віллі Кальярес у Зейтуні (приписується)[8]

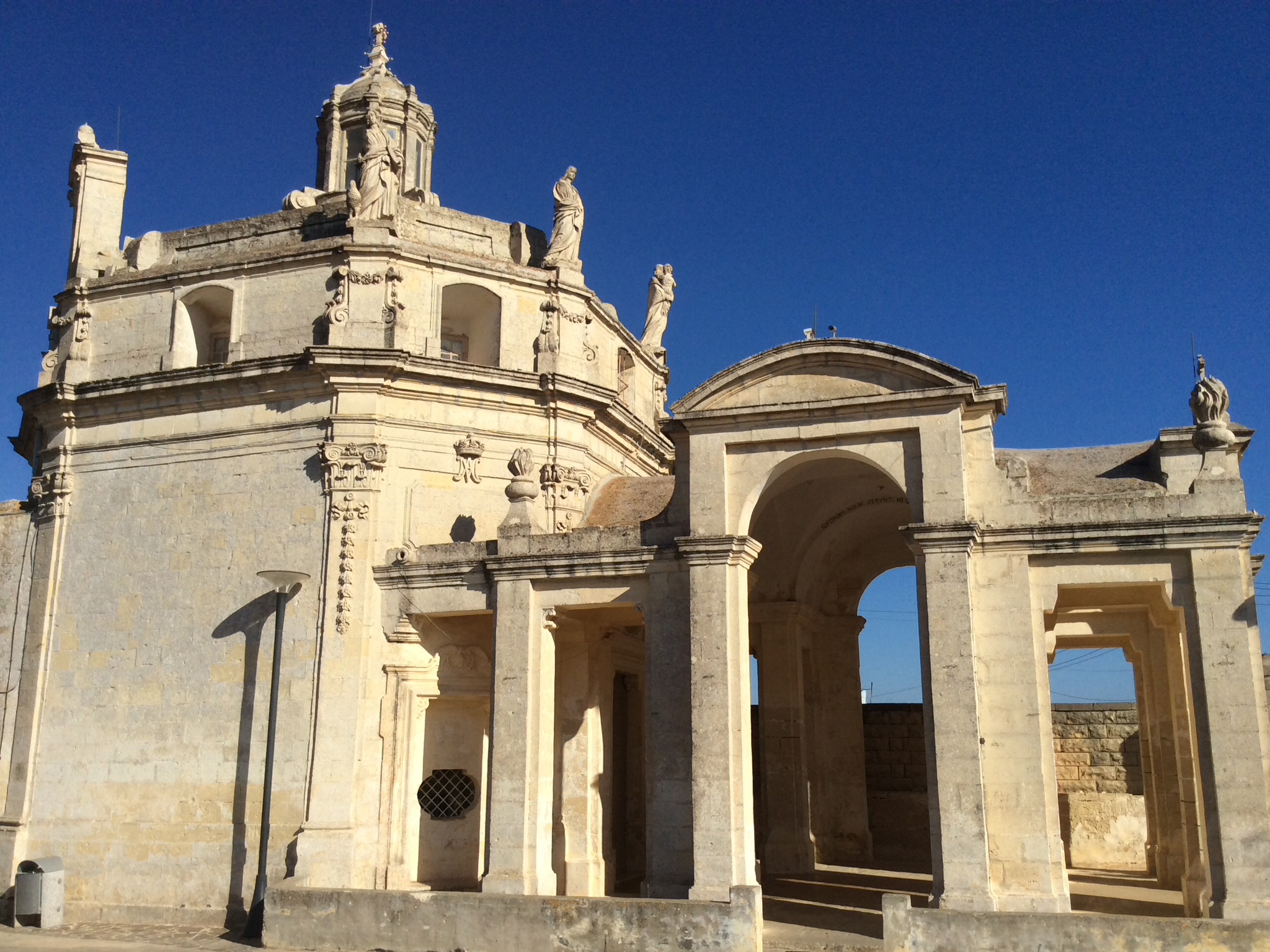
Церква Богоматері Божого Провидіння

Оберж-де Кастій вважається його шедевром.
Беллі також займався бізнесом, і в 1741 році він очолив фірму театру Маноеля .
Беллі одружився з Терезою Гам 5 червня 1737 року, і у них народився син Джузеппе.
Беллі помер 19 жовтня 1772 року у віці 69 років

## Подальше читання
- Bonello, Giovanni (April 1996). Andrea Belli, Baroque Architect, Industrialist, Slave Dealer and Impresario. The Sunday Times.
- Bonello, Giovanni (2000). Art in Malta – Discoveries and Recoveries. Fondazzjoni Patrimonju Malti. с. 125—142. ISBN 99909-959-7-4. Архів оригіналу за 28 серпня 2016. Процитовано 5 липня 2016.